# Tomotaka Okamoto
Tomotaka Okamoto (岡本 知剛 Okamoto Tomotaka?), född 29 juni 1990 i Hiroshima prefektur, är en japansk fotbollsspelare.
Okamoto började sin karriär 2008 i Sanfrecce Hiroshima. 2011 blev han utlånad till Sagan Tosu. Han gick tillbaka till Sanfrecce Hiroshima 2013. Med Sanfrecce Hiroshima vann han japanska ligan 2013. 2014 flyttade han till Sagan Tosu. Efter Sagan Tosu spelade han för Shonan Bellmare, Matsumoto Yamaga FC och Roasso Kumamoto.